# Putian, Guangdong
Putian är en köping i sydöstra Kina. Den ligger i stadsdistriktet Jiedong i staden Jieyang i provinsen Guangdong, omkring 320 kilometer öster om provinshuvudstaden Guangzhou. Antalet invånare är 55 349. Befolkningen består av 26 810 kvinnor och 28 539 män. Barn under 15 år utgör 21,0 %, vuxna 15-64 år 68 %, och äldre över 65 år 9,0 %.